# Azazia irrorata
Azazia irrorata là một loài bướm đêm trong họ Noctuidae.